# Andrew Koji
Andrew Julian Koji Hiroaki (小路ヒロアキ ( Kōji Hiroaki?); Epsom, Surrey, Inglaterra, 10 de noviembre de 1987) es un actor y artista marcial británico de ascendencia japonesa. Es particularmente conocido por su papel protagónico como Ah Sahm en la serie de Cinemax Warrior (2019). Koji interpretó a Storm Shadow en Snake Eyes (2021) y Yuichi «El Padre» Kimura en Bullet Train (2022).

## Vida y carrera
Koji nació en Inglaterra, en la ciudad de Epsom, Surrey de madre británica y padre japonés.
Koji entró en la industria del entretenimiento como extra y haciendo cortometrajes en su adolescencia. A los 18 años de edad se mudó a Tailandia mientras continuaba su entrenamiento en artes marciales e interpretó algunos pequeños roles en la industria cinematográfica de ese país. Posteriormente, trabajó en la industria cinematográfica japonesa durante algunos años, antes de regresar a Inglaterra para estudiar en el Actors' Temple Studio de Londres. Con el tiempo, Koji empezó a ganarse más trabajos en teatro y televisión en el Reino Unido. Con respecto a sus oportunidades allí, afirmó: «Mi herencia doble no ha sido particularmente ventajosa. Las oportunidades para actores de origen asiático oriental en ese momento eran y siguen siendo bastante limitadas, aunque las cosas están cambiando».
Koji abandonó la universidad a la edad de 19 años para enfocarse en las artes marciales y la actuación. Durante los siguientes años, Koji estudió taekwondo, deporte en el que compitió, y se entrenó en shaolin kungfu en el Templo Shaolin del Reino Unido. Además de su trabajo actoral, ha escrito y producido sus propias películas y ha trabajado como doble en escenas de acción, notablemente en la película Fast & Furious 6. Asimismo, ha actuado con la Royal Shakespeare Company, en el Regent's Park Open Air Theatre, el Hampstead Theatre, el Royal Court Theatre, el Charing Cross Theatre y el Ovalhouse, entre otros teatros.
Para el año 2017, Koji se mostraba desanimado por su reciente falta de papeles en televisión y estaba pensando en un cambio de carrera. Su agente y su madre lo convencieron de enviar una grabación a una audición para el rol principal de Ah Sahm en la serie Warrior (producida por Cinemax), audición que ganó.
La serie Warrior, producida por Justin Lin, está basada en una idea original de Bruce Lee para la serie Kung Fu (1972; protagonizada por David Carradine). Warrior se centra en un artista marcial prodigioso a finales de la década de 1870 que emigra de la China a los Estados Unidos, en busca de su hermana, solo para verse envuelto en las Guerras Tong entre pandillas chinas en la ciudad de San Francisco. En un guiño a la idea original de Lee respecto al origen étnico del personaje, Ah Sahm tiene ascendencia europea mixta, aspecto que Koji encontró apropiado para el personaje, además de relacionarse a su propia herencia cultural. La primera temporada fue estrenada en abril de 2019 y la segunda temporada se estrenó en octubre de 2020.
Tras su papel en Warrior, Koji interpretó el personaje de Storm Shadow en la película Snake Eyes (2021), así como al asesino Yuichi Kimura en la película de acción Bullet Train de David Leitch (2022). También se ha anunciado que aparecerá en la película de acción y fantasía Boy Kills World, dirigida por Moritz Mohr.

## Filmografía

### Cine
| Año  | Título                                              | Rol                                                | Notas                                                                                         |                              |
| ---- | --------------------------------------------------- | -------------------------------------------------- | --------------------------------------------------------------------------------------------- | ---------------------------- |
| 2006 | Project One                                         | Soldado                                            | Cortometraje                                                                                  |                              |
| 2007 | FB: Fighting Beat                                   | Kali                                               |                                                                                               |                              |
| 2009 | 20th Century Boys 2: The Last Hope                  | Gángster tailandés                                 |                                                                                               |                              |
| 2011 | The Missing Day                                     | Huan                                               |                                                                                               |                              |
| 2011 | Mercutio's Dreaming: The Killing of a Chinese Actor | Lawrence Yang                                      | Cortometraje                                                                                  |                              |
| 2011 | Gorjilla (Gojira) Suit                              | Yoshi                                              | Cortometraje                                                                                  |                              |
| 2013 | Fast & Furious 6                                    | Policía encubierto, doble de acción para Sung Kang | Papel de extra (Sin créditos)                                                                 |                              |
| 2013 | Scrutiny                                            | Stefan Aire                                        |                                                                                               |                              |
| 2013 | Above the Waist                                     | Ken                                                | Cortometraje; Guionista y productor; Ganador del Premio a Mejor Actor, Asian on Film Festival |                              |
| 2013 | A Situation                                         | Yuji                                               |                                                                                               |                              |
| 2014 | Way of the Warrior                                  | Goro                                               | Cortometraje                                                                                  |                              |
| 2014 | Hollow                                              | Espadachín                                         | Cortometraje                                                                                  |                              |
| 2014 | Chameleon                                           | Guardia Kuro                                       | Cortometraje                                                                                  |                              |
| 2015 | Backwater                                           | Justin Lau                                         | Cortometraje                                                                                  |                              |
| 2015 | Luck                                                | Rai                                                |                                                                                               |                              |
| 2015 | Deep Pan Fury                                       | Katashi Kimoto                                     |                                                                                               |                              |
| 2016 | Hall of Mirrors                                     | Basil                                              | Cortometraje; Guionista y productor                                                           |                              |
| 2017 | Trendy                                              | Agente estatal 1                                   |                                                                                               |                              |
| 2019 | Sandwich                                            | Michael                                            | Cortometraje                                                                                  |                              |
| 2021 | Snake Eyes                                          | Tomisaburo Arashikage / Storm Shadow               |                                                                                               |                              |
| 2021 | Cake Bomb                                           | August                                             | Cortometraje                                                                                  |                              |
| 2022 | The Como Connection                                 | August                                             | Cortometraje                                                                                  |                              |
| 2022 | Bullet Train                                        | Yuichi Kimura                                      |                                                                                               |                              |
| 2022 | Sandwich 2: Machete to Wasabi                       | Michael                                            | Cortometraje; postproducción                                                                  |                              |
| 2023 | Seneca – On the Creation of Earthquakes             | Felix                                              |                                                                                               |                              |
| 2023 | Boy Kills World                                     | Basho                                              | Postproducción                                                                                |                              |
| —    | Hubris                                              | Alfie                                              |                                                                                               | Cortometraje; postproducción |
| 2026 | Street fighter                                      | Ryu                                                | Postproducción                                                                                |                              |

### Televisión
| Año          | Título                | Rol                      | Notas           |
| ------------ | --------------------- | ------------------------ | --------------- |
| 2012         | Narrow Escapes        | WW2 Soldier              |                 |
| 2012         | Seconds from Disaster | ATC Officer-JAL 123      |                 |
| 2013         | The Wrong Mans        | Jason                    |                 |
| 2014         | Film Lab Presents     | Sam                      |                 |
| 2015         | Frikjent              | Chen Liang               |                 |
| 2010–15      | Casualty              | Keong Murong / Haro Reid |                 |
| 2016         | Call the Midwife      | Benny Su                 |                 |
| 2017         | Jade Dragon           | Mikey                    |                 |
| 2017         | Finding Akira         | James                    |                 |
| 2018         | The Innocents         | Andrew                   |                 |
| 2019         | American Gods         | CEO                      |                 |
| 2019–present | Warrior               | Ah Sahm                  | Papel principal |
| 2019         | Peaky Blinders        | Brilliant Chang          |                 |

### Teatro
| Año  | Título                         | Rol                       | Compañía                                          |
| ---- | ------------------------------ | ------------------------- | ------------------------------------------------- |
|      | Star Wars Stage Show           | Jedi                      | Weird and Wonderful                               |
|      | Ricardo III                    | Richard                   | The Actors Temple                                 |
|      | Un tranvía llamado Deseo       | Stanley Kowalski          | The Actors Temple                                 |
| 2013 | The Fu Manchu Complex          | Dr. Petrie                | Moongate Productions/ Mark Cartwright Productions |
| 2013 | The Arrest of Ai Weiwei        | Policía/Soldado           | Hampstead Theatre                                 |
|      | The Forgotten of the Forgotten | Guo                       | Radar Festival                                    |
|      | Hidden                         | Jason/ Varios otros roles | Royal Court Theatre                               |
| 2016 | In the Bar of a Tokyo Hotel    | The Barman                | Charing Cross Theatre                             |
| 2016 | Shangri-La                     | Karma                     | Yellow Earth                                      |
| 2017 | Snow in Midsummer              | Fang                      | RSC                                               |
| 2017 | Historia de dos ciudades       | Jacques                   | Regents Park Open Air Theatre                     |